# خوسيه رييس (راكب الكنو)
خوسيه رييس (بالإسبانية: José Reyes)‏ هو راكب الكنو إسباني، ولد في 30 أبريل 1966.

## وصلات خارجية
- خوسيه رييس على موقع أوليمبيديا (الإنجليزية)